# Zara Belediyespor
Zara Belediyespor ist ein türkischer Fußballverein aus der Stadt Zara der zentralanatolischen Provinz Sivas. Der Verein wurde 1955 als Sportverein der örtlichen der Stadtverwaltung gegründet und hat die Vereinsfarben rot-schwarz. Ihre Heimspiele bestreitet die Mannschaft im Zara K.Ahmet Başyurt Stadı. Im Sommer 2015 erreichte der Verein den Aufstieg in die TFF 3. Lig, in die die vierthöchste Spielklasse, und damit die erste Teilnahme am türkischen Profifußball. Neben Zara Belediyespor verwendet der Verein inoffiziell den Vereinsnamen Zaraspor.

## Geschichte

### Gründung und die ersten Jahre
Der Verein wurde 1955 nach den Bemühungen von einigen Stadtnotabeln und Jugendlichen unter dem Namen Zara Spor Kulübü, kürz Zaraspor gegründet. Nach der Vereinsgründung spielte der Klub in den regionalen Amateurligen, u. a. der Sivas Amatör Küme.

### Einstieg in den Profifußball
In der Spielzeit 2014/15 beendete der Verein die Spielzeit der Bölgesel Amatör Lig, der fünfthöchsten türkischen Liga im Allgemeinen und der höchsten türkischen Amateurliga im Speziellen, als Meister und stieg das erste Mal in seiner Vereinsgeschichte in die TFF 3. Lig, in die niedrigste türkische Profiliga, auf. Hier verfehlte der Verein in seiner ersten Saison den Klassenerhalt und stieg in die BAL ab.

## Erfolge
- Meister der BAL und Aufstieg in die TFF 3. Lig: 2014/15

## Ligazugehörigkeit
- 4. Liga: 2015–2016
- Amateurligen: bis 2015,  Seit 2016

## Ehemalige bekannte Spieler
- Mustafa Kocabey

## Trainer (Auswahl)
- Tuncay Doğan
- Soner Büyükergün
- Ahad Kömürlüoğlu
- Mustafa Serin

## Präsidenten (Auswahl)
- Erhan Ekici